# Phình Sáng
Phình Sáng là một xã thuộc huyện Tuần Giáo, tỉnh Điện Biên, Việt Nam.

## Địa lý
Xã Phình Sáng nằm ở phía đông bắc huyện Tuần Giáo, có vị trí địa lý:
- Phía đông giáp tỉnh Sơn La
- Phía tây giáp huyện Tủa Chùa và xã Nà Tòng
- Phía nam giáp xã Rạng Đông và xã Ta Ma
- Phía bắc giáp huyện Tủa Chùa.

Xã Phình Sáng có diện tích 88,16 km², dân số năm 2022 là 6.042 người, mật độ dân số đạt 68 người/km².

## Hành chính
Xã Phình Sáng được chia thành 10 bản: Mý Làng A, Mý Làng B, Háng Chua, Háng Khúa, Khoa Trá, Nậm Din, Phiêng Cải, Phiêng Cứ, Phiêng Hoa, Phình Sáng.

## Lịch sử
Ngày 15 tháng 12 năm 1977, Hội đồng Chính phủ ban hành Quyết định số 328-CP về việc sáp nhập xóm Phảng Củ và xóm Háng Chưa thuộc xã Xá Nhè vào xã Phình Sáng.
Ngày 25 tháng 8 năm 2012, Chính phủ ban hành Nghị quyết số 45/NQ-CP về việc thành lập xã Rạng Đông trên cơ sở 3.902,0 ha diện tích tự nhiên và 3.220 người của xã Phình Sáng.
Sau khi điều chỉnh địa giới hành chính, xã Phình Sáng còn lại 8.815,92 ha diện tích tự nhiên với 4.941 người và 10 bản: Mý Làng A, Mý Làng B, Phiêng Cải, Háng Chua, Nậm Din, Phiêng Cứ, Háng Khúa, Phiêng Hoa, Phình Sáng, Khoa Trá.